# ایستگاه راه‌آهن صفاشهر
ایستگاه راه‌آهن صفاشهر یک ایستگاه راه‌آهن در صفاشهر، استان فارس است. این ایستگاه در میانه خط‌آهن شیراز-اصفهان و شیراز-یزد قرار دارد. گرداننده این ایستگاه شرکت راه‌آهن جمهوری اسلامی ایران است.
| ایستگاه قبلی         |  | شرکت راه‌آهن جمهوری اسلامی ایران |  | ایستگاه بعدی      |
| -------------------- |  | ------------------------------- |  | ----------------- |
| سعادت‌شهربه سمت شیراز |  | راه‌آهن ایران                    |  | اقلیدبه سمت مشهد  |
| سعادت‌شهربه سمت شیراز |  | راه‌آهن ایران                    |  | اقلیدبه سمت تهران |